# Duincircuit van Rockanje
Duincircuit van Rockanje – tymczasowy uliczny tor wyścigowy w Rockanje w Holandii.

## Historia
Tor został zainaugurowany w 1959 roku jako uliczny tor o długości 2,1 km, przeznaczony do wyścigów motocyklowych. W latach 1959–1973 na torze odbywały się eliminacje motocyklowych mistrzostw Holandii. Wskutek wzrostu średnich prędkości (z 65 km/h w klasie 50 cm³ w 1959 do 88 km/h w 1973) dokonano pewnych popraw bezpieczeństwa (m.in. budowa kładek dla pieszych), ale na początku lat 70. tor nie spełniał już wymogów bezpieczeństwa, a wskutek kryzysu naftowego zrezygnowano ostatecznie z organizacji wyścigów po 1973 roku.
W 1998 roku podniesiono pomysł ponownego wykorzystania toru. Od 2005 roku na torze organizowane są pokazy historyczne.